# Хубинь
Хуби́нь (кит. упр. 湖滨, пиньинь Húbīn) — район городского подчинения городского округа Саньмэнься провинции Хэнань (КНР).

## История
Исторически эти места входили в состав уезда Шаньсянь (陕县). В 1957 году началось строительство плотины Саньмыньсяшуйку, и постановлением Госсовета КНР в марте 1957 года был создан город Саньмэнься, подчинённый напрямую правительству провинции Хэнань. В 1959 году уезд Шаньсянь был присоединён к городу Саньмэнься, но в 1961 году был воссоздан, а Саньмэнься был понижен в статусе и стал городским уездом, подчинённым властям Специального района Лоян (洛阳专区). В 1969 году Специальный район Лоян был переименован в Округ Лоян (洛阳地区).
В 1986 году был расформирован округ Лоян, а вместо него образованы городские округа Лоян, Саньмэнься и Пиндиншань; бывший городской уезд Саньмэнься стал районом Хубинь городского округа Саньмэнься.

## Административное деление
Район делится на 7 уличных комитетов и 3 волости.